# Волкотвил (Индијана)
Волкотвил (енгл. Wolcottville) град је у америчкој савезној држави Индијана.

## Демографија
По попису из 2010. године број становника је 998, што је 65 (7,0%) становника више него 2000. године.
| Група             | 2000.       | 2010.       |
| Белци             | 917 (98,3%) | 956 (95,8%) |
| Афроамериканци    | 1 (0,1%)    | 5 (0,5%)    |
| Азијати           | 1 (0,1%)    | 8 (0,8%)    |
| Хиспаноамериканци | 7 (0,8%)    | 18 (1,8%)   |
| Укупно            | 933         | 998         |